# Jocs dels Petits Estats d'Europa

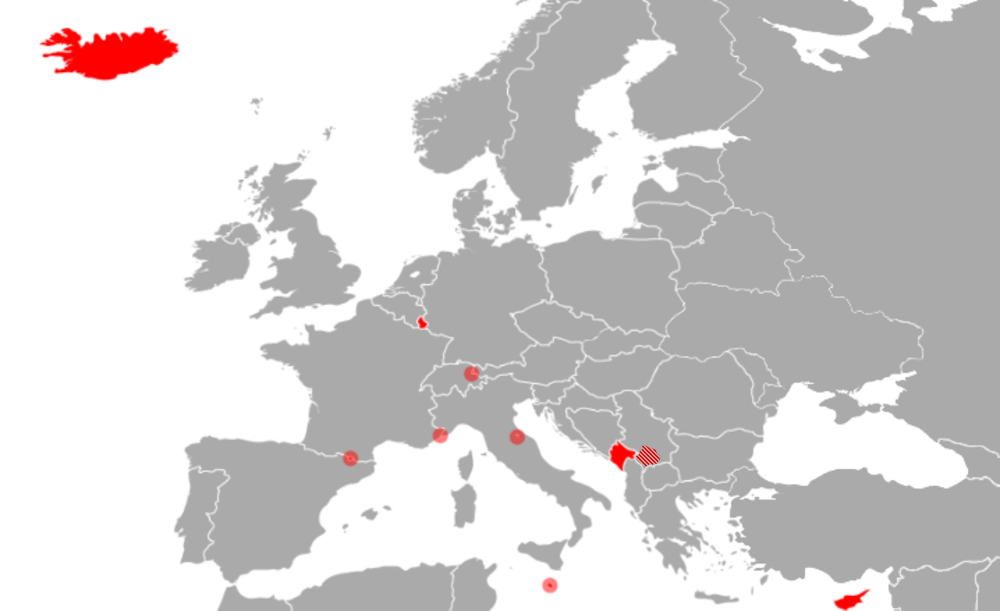
Estats membres

Els Jocs dels Petits Estats d'Europa són una competició multi-esportiva biennal, organitzada pels Comitès Nacionals Olímpics dels nou estats més petits d'Europa, des de 1985.

## Membres
Els estats europeus que formen part d'aquests jocs són aquells que tenen una població de menys d'un milió d'habitants. Els estats participants actuals són:
- Andorra
- Islàndia
- Liechtenstein
- Luxemburg
- Malta
- Mònaco
- Montenegro
- San Marino
- Xipre

Tots aquests països han participat des de la primera edició l'any 1985, excepte Montenegro, que s'hi afegí el 2009 després d'aconseguir la seva independència. Les Illes Fèroe, ja reconegudes per la FIFA, està cercant el reconeixement del COI amb el propòsit de poder participar en aquests Jocs.

## Edicions
| I     | 1985 | Ciutat de San Marino | 8                                                                  | 222                                                                | 7                                                                  | Islàndia                                                           |                                                                    |                                                                    |
| II    | 1987 | Mònaco               | 8                                                                  | 468                                                                | 9                                                                  | Islàndia                                                           |                                                                    |                                                                    |
| III   | 1989 | Nicòsia              | 8                                                                  | 675                                                                | 8                                                                  | Xipre                                                              |                                                                    |                                                                    |
| IV    | 1991 | Andorra la Vella     | 8                                                                  | 697                                                                | 8                                                                  | Islàndia                                                           |                                                                    |                                                                    |
| V     | 1993 | Valletta             | 8                                                                  | 690                                                                | 8                                                                  | Islàndia                                                           |                                                                    |                                                                    |
| VI    | 1995 | Ciutat de Luxemburg  | 8                                                                  | 684                                                                | 9                                                                  | Islàndia                                                           |                                                                    |                                                                    |
| VII   | 1997 | Reykjavík            | 8                                                                  | 714                                                                | 10                                                                 | Islàndia                                                           |                                                                    |                                                                    |
| VIII  | 1999 | Vaduz                | 8                                                                  | 566                                                                | 9                                                                  | Islàndia                                                           |                                                                    |                                                                    |
| IX    | 2001 | Ciutat de San Marino | 8                                                                  | 658                                                                | 11                                                                 | Islàndia                                                           |                                                                    |                                                                    |
| X     | 2003 | Valletta             | 8                                                                  | 765                                                                | 10                                                                 | Xipre                                                              |                                                                    |                                                                    |
| XI    | 2005 | Andorra la Vella     | 8                                                                  | 793                                                                | 11                                                                 | Xipre                                                              |                                                                    |                                                                    |
| XII   | 2007 | Mònaco               | 8                                                                  | 1062                                                               | 12                                                                 | Xipre                                                              |                                                                    |                                                                    |
| XIII  | 2009 | Xipre                | 8                                                                  | 843                                                                | 9                                                                  | Xipre                                                              |                                                                    |                                                                    |
| XIV   | 2011 | Liechtenstein        | 9                                                                  | 750                                                                | 9                                                                  | Xipre                                                              |                                                                    |                                                                    |
| XV    | 2013 | Ciutat de Luxemburg  | 9                                                                  | 762                                                                | 12                                                                 | Luxemburg                                                          |                                                                    |                                                                    |
| XVI   | 2015 | Reykjavík            | 9                                                                  | 789                                                                | 11                                                                 | Islàndia                                                           |                                                                    |                                                                    |
| XVII  | 2017 | Ciutat de San Marino | 9                                                                  | 889                                                                | 11                                                                 | Luxemburg                                                          |                                                                    |                                                                    |
| XVIII | 2019 | Budva                | 9                                                                  | 846                                                                | 10                                                                 | Luxemburg                                                          |                                                                    |                                                                    |
| XIX   | 2021 | Andorra la Vella     | Cancel·lat per evitar un conflicte de dates amb els Jocs Olímpics. | Cancel·lat per evitar un conflicte de dates amb els Jocs Olímpics. | Cancel·lat per evitar un conflicte de dates amb els Jocs Olímpics. | Cancel·lat per evitar un conflicte de dates amb els Jocs Olímpics. | Cancel·lat per evitar un conflicte de dates amb els Jocs Olímpics. | Cancel·lat per evitar un conflicte de dates amb els Jocs Olímpics. |
| XIX   | 2023 | Malta                | 9                                                                  | 835                                                                | 10                                                                 | Malta                                                              |                                                                    |                                                                    |
| XX    | 2025 | Andorra la Vella     |                                                                    |                                                                    |                                                                    |                                                                    |                                                                    |                                                                    |
| XXI   | 2027 | Mònaco               |                                                                    |                                                                    |                                                                    |                                                                    |                                                                    |                                                                    |

1. ↑  La majoria de proves es disputaren a Nicòsia, però també es disputaren proves a Limassol i al Parc Natural de Machairas.
2. ↑  Diverses ciutats de Liechtenstein.
3. ↑  Diverses ciutats de Malta.

## Disciplines esportives
Als Jocs Olímpics dels Petits Estats d'Europa de l'any 2019, el país organitzador va incloure-hi 10 disciplines.
6 disciplines d'esport individual:
| - Atletisme - Judo - Natació | - Tenis - Tennis de taula - Tir |

i 4 disciplines d'esport col·lectiu en les quals s'inclou 
- Basquetbol
- Voleibol
- Voleibol de platja
- Bitlles i bowling

El Comitè organitzador pot afegir un màxim de dues altres disciplines de les que una ha de ser olímpica.
Finalment, cada disciplina ha de tenir una competició masculina i una altra de femenina.

## Medaller històric
Segons dades actualitzades a l'edició de 2023:
| Rank   | Nació         | Or   | Plata | Bronce | Total |
| ------ | ------------- | ---- | ----- | ------ | ----- |
| 1      | Islàndia      | 498  | 380   | 381    | 1259  |
| 2      | Xipre         | 489  | 425   | 369    | 1283  |
| 3      | Luxemburg     | 395  | 398   | 370    | 1163  |
| 4      | Mònaco        | 134  | 161   | 240    | 535   |
| 5      | Malta         | 73   | 144   | 202    | 419   |
| 6      | Liechtenstein | 73   | 78    | 100    | 251   |
| 7      | San Marino    | 62   | 113   | 148    | 323   |
| 8      | Montenegro    | 50   | 18    | 38     | 106   |
| 9      | Andorra       | 48   | 93    | 129    | 270   |
| Totals | Totals        | 1822 | 1810  | 1977   | 5609  |

## Edicions

### Edició 2005
A l'edició d'Andorra 2005 els esports que es practicaren foren: atletisme, basquetbol, ciclisme, judo, tir olímpic, natació, tennis taula, taekwondo, tennis, i voleibol.
Altres edicions dels jocs també havien inclòs esports com la petanca, esquaix i la vela esportiva.

### Edició 2007
A l'edició de Mònaco 2007 les 12 disciplines esportives foren atletisme, basquetbol, gimnàstica, judo, natació, petanca, tennis, tennis taula, tir olímpic, vela esportiva, voleibol i voleibol platja.

### Edició 2023
A Malta 2023 hi van prendre part un total de 66 esportistes andorrans en 8 modalitats esportives: atletisme, bàsquet 3x3, judo, natació, rugby, tennis, tennis taula i tir. La delegació andorrana hi va aconseguir un total de 20 medalles, 5 d'elles d'or.